# História do eletromagnetismo

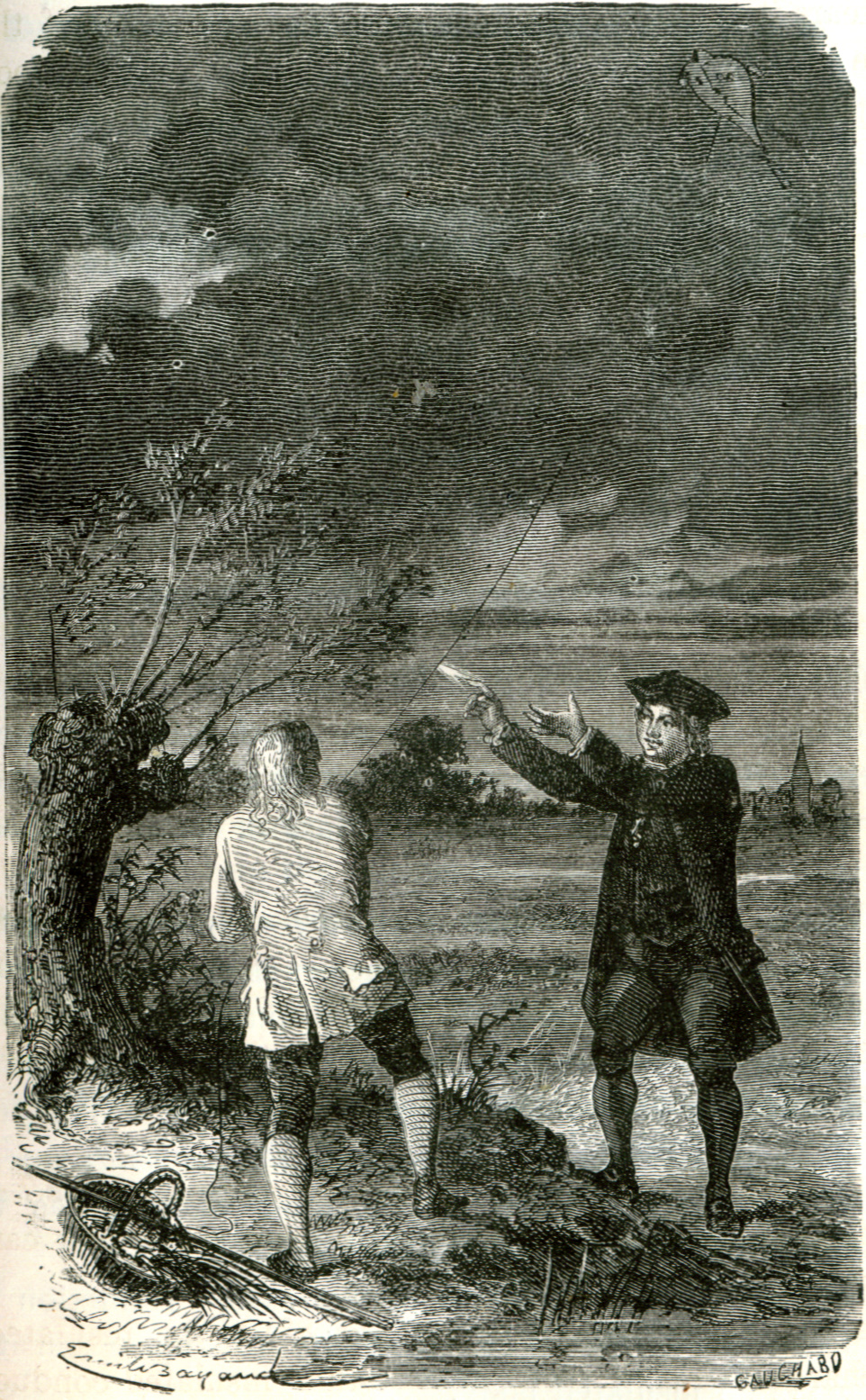
O célebre experimento da pipa de Benjamin Franklin

A história do eletromagnetismo tem início na Antiguidade. O grego Tales de Mileto, ao esfregar âmbar com pele de carneiro, observou que pedaços de palha eram atraídos pelo âmbar. Também na antiguidade se sabia das propriedades magnéticas de certos materiais. A palavra eléktron (ἤλεκτρον) significa âmbar em grego.

## Antiguidade
Nas civilizações antigas, já eram conhecidas as propriedades elétricas de alguns materiais. A palavra Eletricidade deriva do vocábulo grego elektron (âmbar), como consequência da propriedade que tem essa substância de atrair partículas de pó ao ser atritada com fibras de lã. À parte o desenvolvimento no Ocidente, especula-se que objetos encontrados no Iraque, datados de 250 a.C., seriam usados como uma forma de bateria.

### Eletricidade e magnetismo
O magnetismo na Antiguidade era conhecido através do mineral magnetita. Suas propriedades e seu uso eram envolvidos por muito misticismo. Somente no século XVI o cientista William Gilbert desenvolveu trabalho metódico (De Magnete)  sobre as propriedades do magnetismo. Este mesmo trabalho também foi a primeira aplicação do método científico.[carece de fontes?]
Nessa época não era reconhecida a importância  da eletricidade associada ao magnetismo. Mesmo no século XIX quando se desenvolveu uma relação entre os estudos desses fenômenos o eletromagnetismo era visto apenas como uma curiosidade e sem fins práticos.
A qualidade de permitir ou não que uma corrente elétrica atravessasse um solenoide em seu devido tempo, fazendo-o pulsar, foi que permitiu aos numerosos projetos preexistentes de moto-contínuo, adquirirem propulsão própria, tornando  possível a industrialização de motores elétricos.

### A importância do eletromagnetismo
Os ímãs naturais possuem uma polaridade "teoricamente" eterna e que (uma vez cumprida sua missão de atrator) não podem ser anuladas ou invertidas sem o uso de força, com isso,  o magnetismo artificial conseguido a custa de indução elétrica  é importante porque no caso de um moto-contínuo pode ser dosado a qualquer momento com o simples contato de um circuito elétrico, além de inverter o seu sentido de polarização permite a continuidade num ciclo.

## Século XVI
Em 1550, o matemático e físico Girolamo Cardano publicou em seu livro De Subtilitate as diferenças entre fenômenos associados ao magnetismo e à eletricidade, isto é, entre a natureza de forças magnéticas e de forças elétricas.

## Século XVII

### Gilbert: diferenças entre eletricidade e magnetismo
|                                               |  |  |
| William Gilbert e sua obra De Magnete (1600). |  |  |

Em 1600, William Gilbert, um dos primeiros a estudar sistematicamente a eletricidade e o magnetismo, publica De Magnete, em que explica que outros materiais, além do âmbar, adquiriam, quando atritados, a propriedade de atrair outros corpos, denominando esse fenômeno de força elétrica. Atribuiu essa eletrificação à existência de um "fluido" que, depois de removido de um corpo por fricção, deixava uma "emanação".[carece de fontes?] Embora a linguagem utilizada seja curiosa, as noções de Gilbert aproximam-se dos conceitos modernos, sendo estes o conceito de carga elétrica (referente ao "fluido") e campo elétrico (referente à "emanação").

### Otto von Guericke
Em 1660, no estudo da eletrostática, Otto von Guericke, prefeito da cidade alemã de Magdeburgo, inventou a primeira máquina chamada de Elektrisiermaschine. Era feita de uma esfera de enxofre atravessada por uma barra presa a uma manivela, que quando movimentada fazia a bola girar em alta velocidade. Guericke protegeu a mão com uma luva, que ao ser encostada na bola eletrizou-a instantaneamente. A bola começou a atrair outras bolas de enxofre suspensas por fios que, após encostarem na bola maior, começaram a atrair outros objetos menores. Otto conclui então que a eletricidade podia passar de um corpo para o outro.

### Robert Boyle
Em 1675, Robert Boyle observou que as forças elétricas podem atuar no vácuo.

## Século XVIII

### Coulomb: a lei de atração eletrostática
|                                             |  |  |
| Coulomb e sua lei de atração eletrostática. |  |  |

O físico e engenheiro francês Charles Augustin de Coulomb foi o primeiro a estabelecer as leis quantitativas da eletrostática, além de realizar muitas investigações sobre magnetismo e eletricidade. Desenvolveu sua lei de atração eletrostática, em 1785, expandindo a atuação da lei de repulsão proposta por Joseph Priestley na Inglaterra, que enunciava a dependência da força elétrica com o inverso do quadrado da distância.

### Galvani: o impulso nervoso
|                                           |  |  |
| Luigi Galvani e seu experimento com a rã. |  |  |

Em 1786, o médico italiano Luigi Galvani descobriu que os músculos e nervos na perna de uma rã sofriam contração ou espasmo devido ao fluxo de corrente elétrica, produzida a partir de um gerador de eletricidade estática, nesses tecidos. Suas descobertas foram publicadas em De Viribus Electricitatis in Motu Musculari Commentarius (do latim, Comentários sobre a força elétrica nos movimentos musculares), em 1791. Em sua obra, Galvani erroneamente atribuiu suas observações a um conceito que denominou "eletricidade animal", ou bioeletricidade, e não aos metais em contato com as pernas do animal, acreditando que houvesse distinção entre essa forma de eletricidade e as demais, classificadas por ele da seguinte maneira: "naturais", como raios em uma tempestade; e "artificiais", como a eletricidade estática produzida por fricção.

### Charles Du Fay
No século XVIII, o francês Charles Du Fay comprovou a existência de dois tipos de força elétrica: uma de atração, já conhecida, e outra de repulsão. Suas observações foram depois organizadas por Benjamin Franklin, que atribuiu sinais – positivo e negativo - para distinguir os dois tipos de carga. Nessa época, já haviam sido reconhecidas duas classes de materiais: isolantes e condutores. Em 1733, Du Fay publicou a existência de dois tipos de eletricidade, o que mais tarde seria identificado como "positivo" e "negativo". Ele também identifica a diferença entre isolantes e condutores.

### Benjamin Franklin

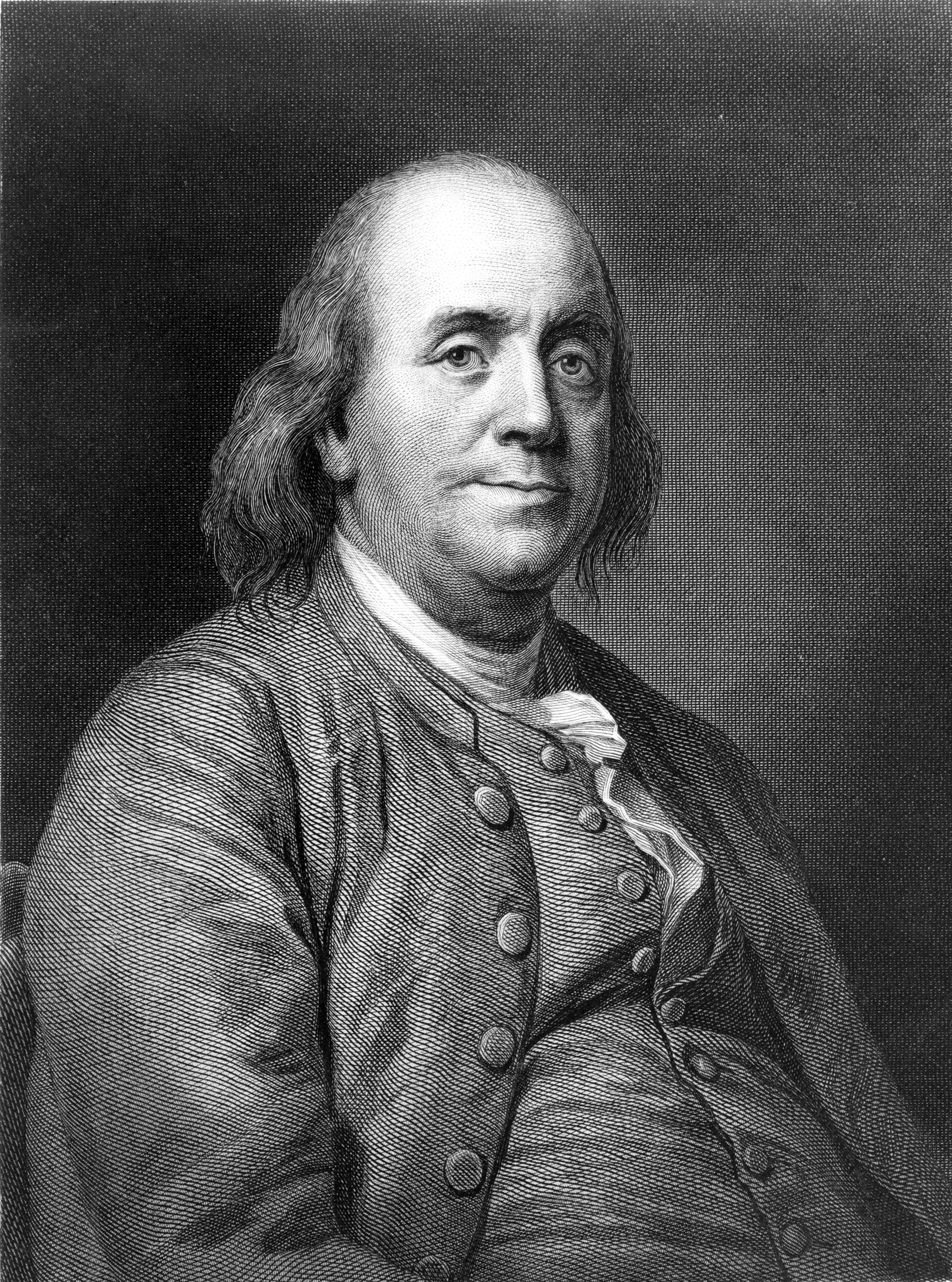
Benjamin Franklin

Foi Benjamin Franklin quem demonstro pela primeira vez que o relâmpago é um fenômeno elétrico, por meio da sua famosa experiência com uma pipa (papagaio). Ao empinar o papagaio num dia de tempestade, Franklin conseguiu obter efeitos elétricos através da linha e percebeu então que o relâmpago resultava do desequilíbrio elétrico entre a nuvem e o solo. A partir dessa experiência, Franklin inventou, em 1752, o para-raios. Em 1750, Benjamin Franklin propôs o experimento de levantar uma pipa sob uma tempestade, provocando uma descarga atmosférica.
No final do século XVIII, importantes descobertas no estudo das cargas estacionárias foram conseguidas com os trabalhos de Joseph Priestley, Henry Cavendish, Charles Augustin de Coulomb e Siméon-Denis Poisson. Os caminhos estavam abertos e em poucos anos os avanços dessa ciência foram espetaculares.

### Henry Cavendish

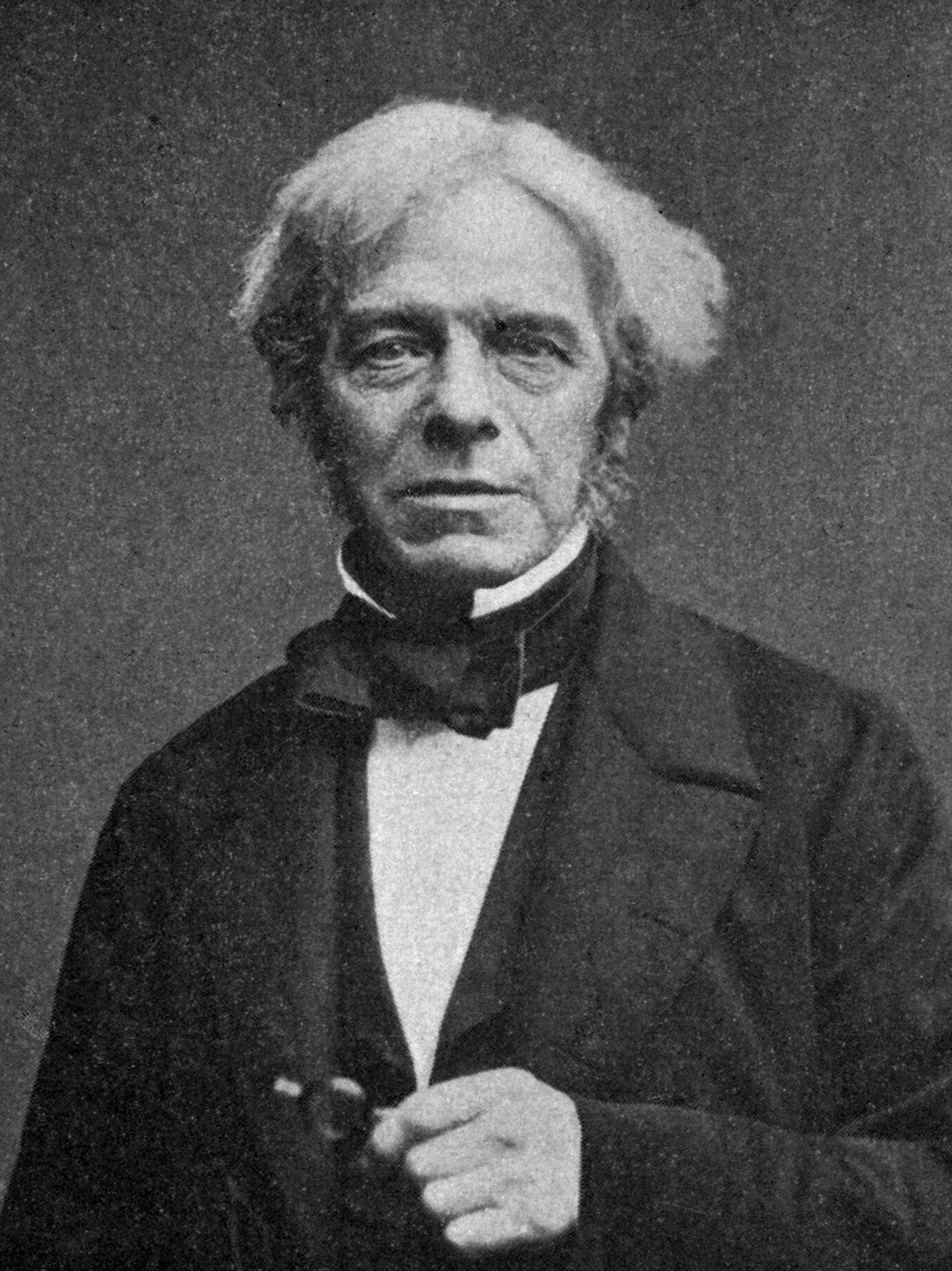
Michael Faraday

Henry Cavendish realizou diversas descobertas na eletricidade, mas não publica seus resultados. Seus teoremas só seriam descobertos mais tarde, como por exemplo a Lei de Ohm.

### Georg Simon Ohm
As pesquisas sobre o poder dos materiais de conduzir energia estática, iniciadas por Cavendish em 1775, foram aprofundadas na Alemanha pelo físico Georg Simon Ohm. Publicada em 1827, a lei de Ohm relacionou as grandezas fundamentais da eletricidade: tensão, corrente e resistência. James Clerk Maxwell encerrou um ciclo da história da eletricidade ao formular as equações que unificam a descrição dos comportamentos elétrico e magnético da matéria.

### Alessandro Volta
Em 1800, o conde Alessandro Volta desenvolveu a pilha voltaica, capaz de produzir corrente contínua. Precursora das baterias modernas, a pilha de Volta foi logo transformada por outros pesquisadores numa fonte de corrente elétrica de aplicação prática.

### André-Marie Ampère
Em 1820, o francês André-Marie Ampère demonstrou as relações entre correntes paralelas, e em 1831 Michael Faraday fez descobertas que levam ao desenvolvimento do dínamo, do motor elétrico e do transformador.

### Eletricidade no cotidiano

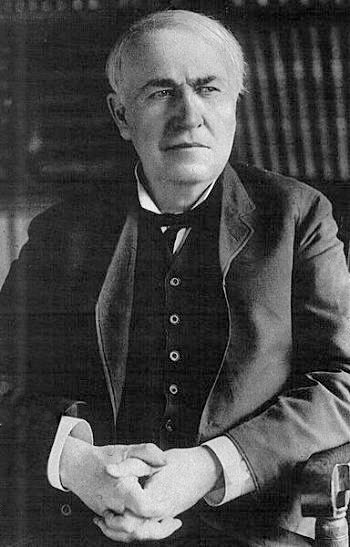
Thomas Edison

O aproveitamento dos novos conhecimentos na indústria e na vida cotidiana iniciou-se no fim do século XIX.
Em 1873, o cientista belga Zénobe Gramme demonstrou que a eletricidade podia ser transmitida de um ponto a outro através de cabos condutores aéreos.
Em 1879, o americano Thomas Edison inventou a lâmpada incandescente e, dois anos depois, construiu na cidade de Nova Iorque a primeira central de energia elétrica com sistema de distribuição. A eletricidade já tinha aplicação no campo das comunicações, com o telégrafo e o telefone elétricos e, pouco a pouco, o saber teórico acumulado foi introduzido nas fábricas e residências.
O descobrimento do elétron por Joseph John Thomson, na década de 1890, pode ser considerado o marco da passagem da ciência da eletricidade para a da eletrônica, que proporcionou um avanço tecnológico ainda mais acelerado.

## Século XIX
A seguir as principais descobertas sobre eletricidade desse século:
- 1820 - Hans Christian Ørsted observa que uma corrente elétrica causa uma perturbação em uma bússola próxima, ilustrando a interação entre eletricidade e magnetismo. André-Marie Ampère consegue desenvolver e explicar o fenômeno.
- 1827 - Georg Simon Ohm publica Die galvanische Kette mathematisch bearbeitet (O Circuito Galvânico Investigado Matematicamente), trabalho no qual desenvolve a teoria de circuitos, incluindo a sua Lei de Ohm.
- 1831 - Michael Faraday determina experimentalmente o fenômeno da indução magnética entre duas bobinas, formulando o princípio do transformador. A indução também é observada através do uso de um ímã permanente, obtendo-se desta forma o princípio dos motores e geradores elétricos.
- 1864 - James Clerk Maxwell apresenta em A Treatise on Electricity and Magnetism as quatro equações do eletromagnetismo, consolidando os experimentos de Faraday. Tais equações prevêem a existência das ondas eletromagnéticas, e anuncia que a própria luz é uma forma de eletromagnetismo.
- 1879 - Thomas Edison inventa a primeira lâmpada elétrica comercialmente viável.

Brasil - A eletricidade começa a ser utilizada no país, além da Europa e dos Estados Unidos, logo após o invento do dínamo e da lâmpada elétrica. No mesmo ano, D. Pedro II inaugura a iluminação da estrada de ferro.
- 1880 - Edison patenteia o sistema de distribuição elétrica.
- 1881 - Brasil - A primeira iluminação externa pública do país é inaugurada na atual Praça da República, em São Paulo.
- 1882 - Edison implementa o primeiro sistema de distribuição elétrica, em corrente contínua a 110 volts, em Manhattan.
- 1883 - Brasil - Entrou em operação a primeira usina hidrelétrica do país, instalada na cidade de Diamantina, Minas Gerais. O imperador Pedro II do Brasil inaugura, na cidade de Campos, o primeiro serviço público municipal de iluminação elétrica do Brasil e da América do Sul.
- 1888 - Heinrich Hertz comprova a existência das ondas eletromagnéticas, confirmando a teoria de Maxwell.
- 1890 (aproximadamente) - Ocorre uma disputa entre Nikola Tesla e Edison na implementação dos sistemas de distribuição elétrica, a chamada Guerra das Correntes. Finalmente vence Tesla, com a corrente alternada, essencialmente pelas características dos transformadores em elevar a tensão, diminuindo as perdas na transmissão de energia.
- 1892 - Tesla publica a base do sistema de corrente alternada. George Westinghouse patrocina os projetos de Tesla.
- 1893 - Charles Proteus Steinmetz desenvolve uma formulação matemática para o estudo de circuitos em corrente alternada.
- 1892 - Tesla realiza a primeira transmissão de rádio; porém, esta invenção é creditada, embora sob controvérsias, a Guglielmo Marconi em 1904.

## Século XX
- A engenharia elétrica é consolidada como uma profissão reconhecida.
- Ocorre um grande desenvolvimento no campo da eletrônica, basicamente com o desenvolvimento da válvula, seguida pelos transístores e circuitos integrados.
- Inicia-se desta forma a diferenciação entre engenharia elétrica de potência e eletrônica, que por sua vez desenvolve os estudos de telecomunicações e a ciência da computação.
- A descoberta de materiais supercondutores causa grande impacto no estudo da eletricidade, cujas inovações são gradualmente implementadas.